# Casarão da Família Pinheiro (Santo Antonio de Leverger)
O Casarão da Família Pinheiro é um bem tombado localizado no município de Santo Antônio de Leverger, no Mato Grosso. Fica situado na sesmaria do Engenho Velho, sopé do Morro de Santo Antonio. O imóvel foi erguido no Século XIX.
O edifício foi tombado em 2010 através da portaria n.° 023/2010 publicada no dia 31 de maio daquele ano.